# Ферара ди Монте Балдо
Фера̀ра ди Мо̀нте Ба̀лдо (на италиански: Ferrara di Monte Baldo; на венециански: Ferara de Monte Baldo, Ферара де Монте Балдо) е село и община в Северна Италия, провинция Верона, регион Венето. Разположено е на 226 m надморска височина. Населението на общината е 856 души (към 2015 г.).